# Sigsarve vattensåg

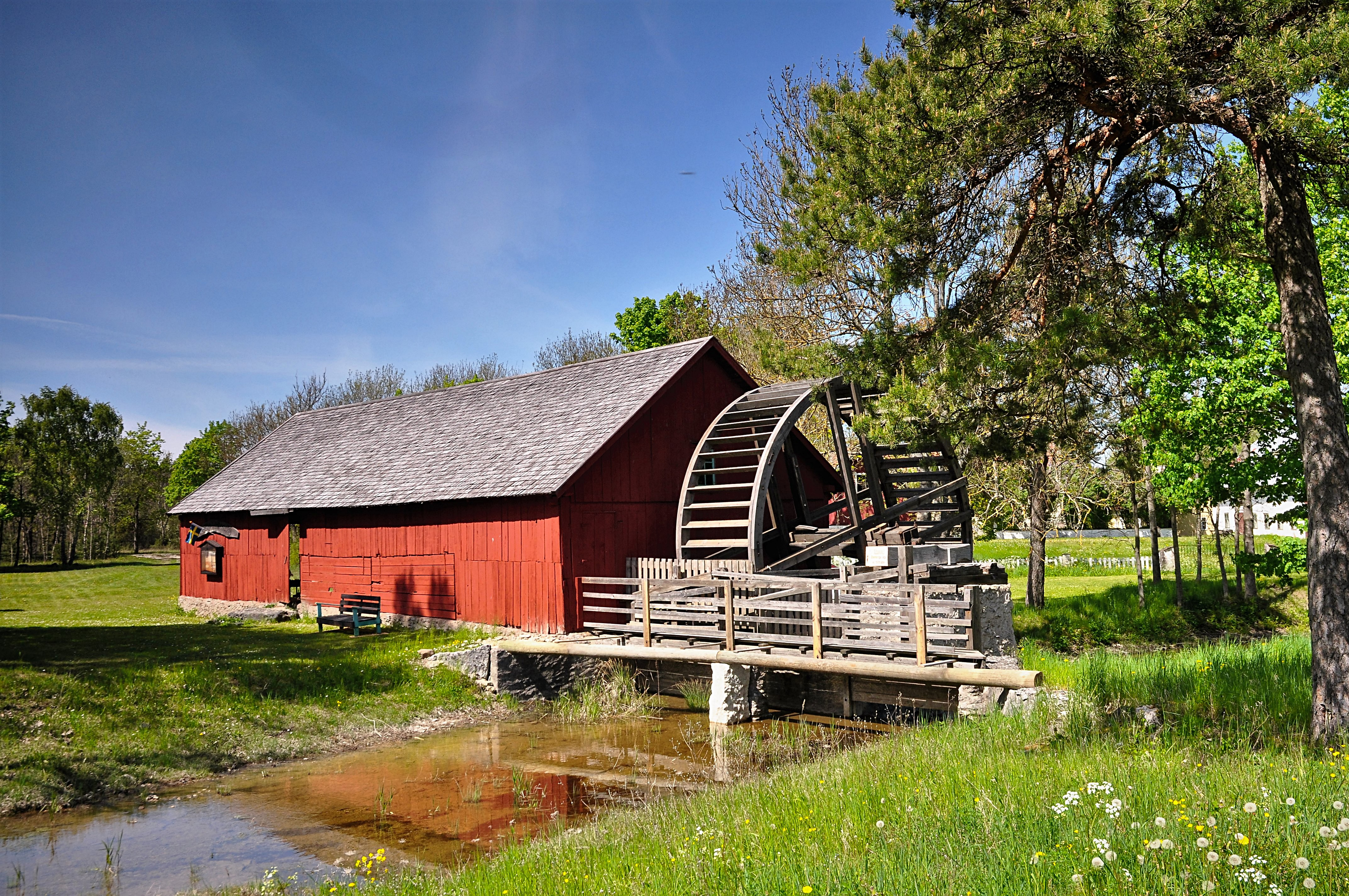
Wassersäge an der Sigsarve

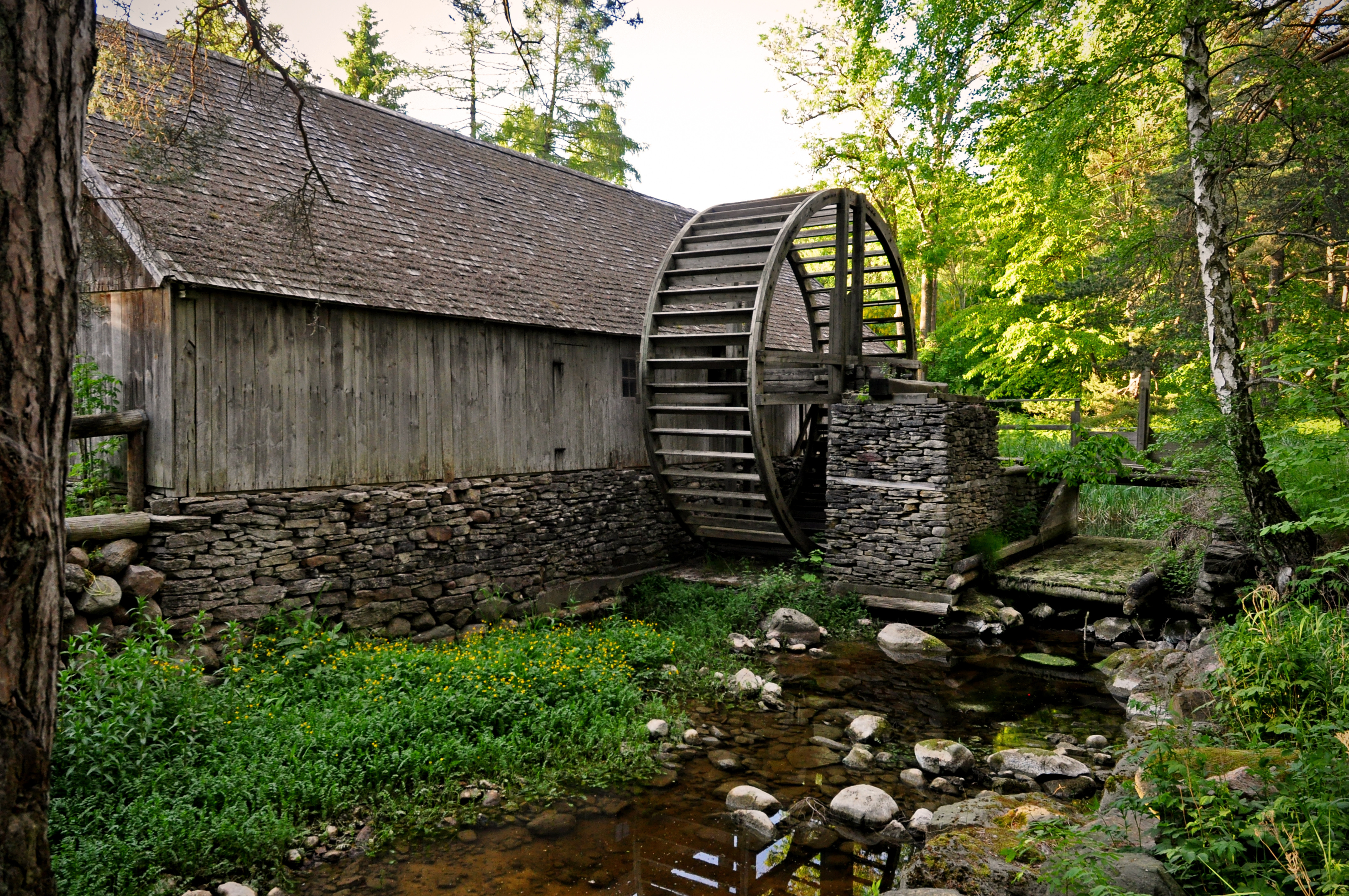
Wassersäge an der Petarve

Sigsarve vattensåg (deutsch „Wassersäge(werk)“) an der Sigsarve liegt auf der Insel Gotland in Schweden, einige 100 m östlich der Kirche von Hejde. 
Seit dem frühen 16. Jahrhundert gab es auf der Insel Wassersägen. Das Sägewerk an der Sigsarve wurde Mitte des 17. Jahrhunderts erbaut und bis in die frühen 1920er Jahre betrieben. Im 19. Jahrhundert gab es auf Gotland etwa 300 Wassersägen. Der Sigsarve Fluss lieferte vor allem im Herbst und im Frühling ausreichend Wasser. Der Wasserraddurchmesser beträgt 6,4 m, die Breite 2,25 m.
Es gibt noch weitere erhaltene Sägewerke auf der Insel. Die Kyrkbinge vattensåg liegt bei Gothem und die Petarve vattensåg bei Sanda.